# Angelo Morino
Angelo Morino (Susa, 1950 – Torino, 10 agosto 2007) è stato uno scrittore e traduttore italiano.

## Biografia
Si è laureato in Lingue e Letterature straniere moderne nell'aprile 1974, presso l'Università degli Studi di Torino, con una tesi su Mario Vargas Llosa.
Dal 1980 è stato ricercatore presso l'ateneo torinese e nel 1986 è diventato professore associato presso l'Università degli Studi dell'Aquila, dove ha insegnato dapprima Lingue e Letterature ispaniche e poi Filologia spagnola. Infine, a partire dal 1995, è diventato titolare dell'insegnamento di Letteratura ispanoamericana presso l'Università di Torino.
Angelo Morino è stato tra i massimi promotori in Italia della letteratura ispanoamericana. Ha curato e tradotto in italiano oltre 150 titoli, tra romanzi e racconti latinoamericani, dando vita a preziose collaborazione editoriali, specie con l'editore Sellerio di Palermo. Tra i più importanti scrittori dei quali ha curato le opere figurano Gabriel García Márquez, Mario Vargas Llosa, Osvaldo Soriano, Marco Denevi, Manuel Puig, Jaime Bayly, Maria Luisa Bombal.
È stato il primo a tradurre in Italia lo scrittore cileno Roberto Bolaño, sempre con Sellerio. Bolaño ha inserito un personaggio ispirato a Morino in 2666 - Parte dei critici dove ha menzionato sia il traduttore che l'opera di quest'ultimo Il libro di cucina di Juana Inés de la Cruz.
Angelo Morino si è anche occupato della percezione del Nuovo mondo da parte dei viaggiatori e dei cronisti spagnoli ed europei. Per Sellerio ha pubblicato i resoconti dei cronisti spagnoli sulle Indie (Bernardino de Sahagún, Lope de Aguirre); occupandosi anche di letteratura mistica, Juana Inés de la Cruz).
È stato tra i fondatori della casa editrice torinese La Rosa.
All'attività di traduttore e di editore ha affiancato la produzione di libri e romanzi propri, come In viaggio con Junior, Rosso Taranta, Quando internet non c'era, Il film della sua vita.
È morto prematuramente nell'agosto 2007 all'età di 57 anni. Dopo la scomparsa di Morino, la traduzione di Bolaño è stata poi affidata a Ilide Carmignani, che ha tradotto l'opera omnia per Adelphi.

## Opere
- Le americane, 1984
- La donna marina, 1984
- Cose d'America, 1995
- Nome e cognome di donna. Assunta Spina, 1996
- Marta Riquelme ovvero Non toccare la donna bianca, 1996
- Il cinese e Marguerite, 1997
- Il libro di cucina di Juana Inés de la Cruz, 1999
- In viaggio con Junior, 2002
- Rosso taranta, 2006
- Quando internet non c'era, 2009
- Il film della sua vita, 2012

## Traduzioni (parziale)

### Roberto Bolaño
- La letteratura nazista in America
- Stella distante
- Chiamate telefoniche
- I detective selvaggi
- Notturno cileno
- La pista di ghiaccio
- Puttane assassine
- Monsieur Pain
- Il gaucho insostenibile
- Anversa
- Consigli di un discepolo di Jim Morrison a un fanatico di Joyce

### Gabriel García Márquez
- Foglie morte
- Occhi di cane azzurro
- Il generale nel suo labirinto
- La mala ora
- L'amore ai tempi del colera
- Dodici racconti raminghi
- Dell'amore e di altri demoni
- Taccuino di cinque anni
- Notizia di un sequestro

### Isabel Allende
- La casa degli spiriti
- Eva Luna

### Maria Luisa Bombal
- L’ultima nebbia

### Mario Vargas Llosa
- Il narratore ambulante